# Dagsverke

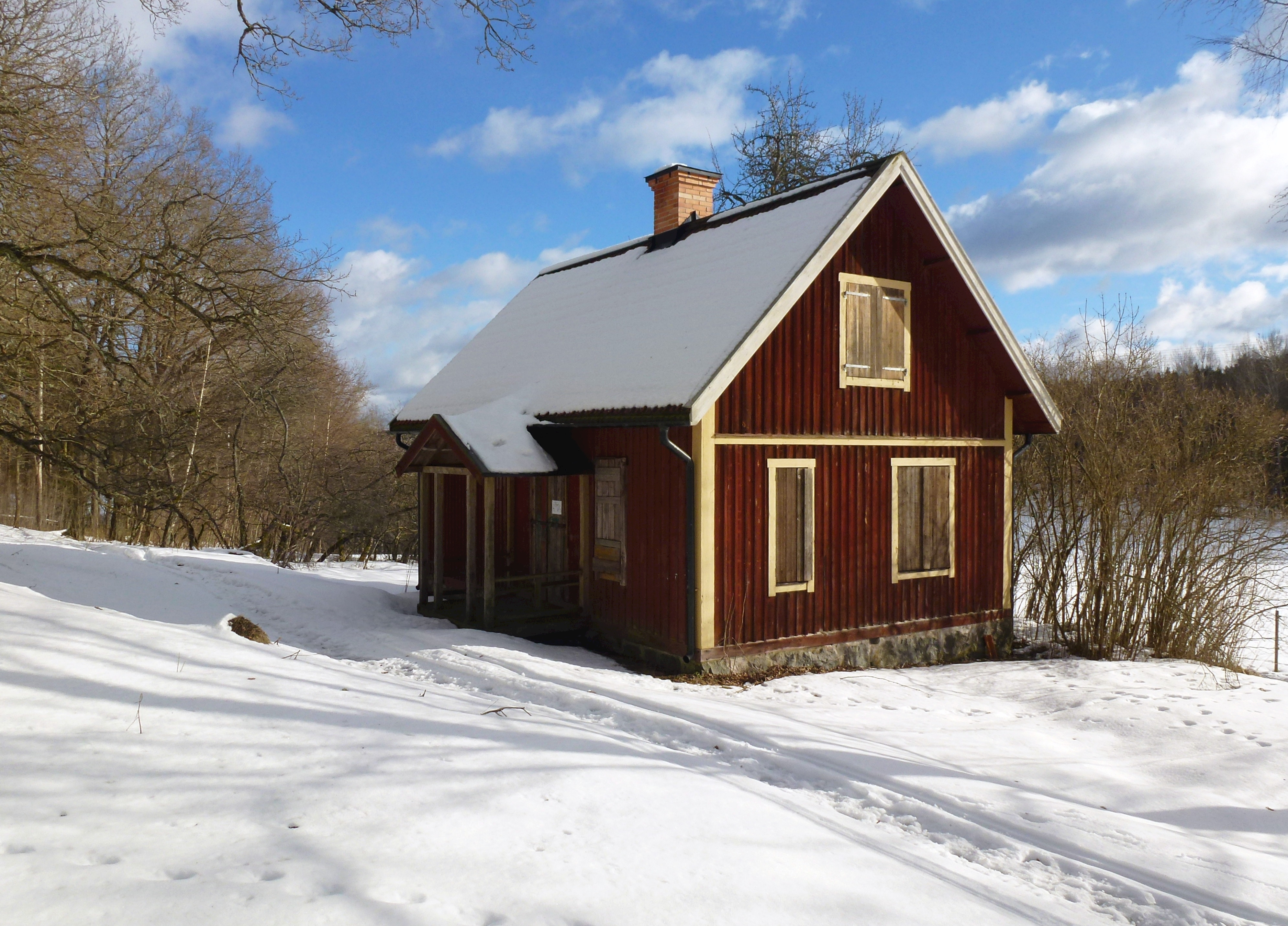
Ett före detta dagsverkstorp i Sverige: "Lilla Dalen", som låg under Elvesta gård.

Dagsverke är det arbete som en arbetare utför på en dag.
Dagsverksskyldighet var den ursprungliga formen av feodal jordpålaga. Landbor som hyrde sin mark från godset livnärde sig genom att bruka egna jordlotter. De presterade också ett bestämt antal dagsverken på godsherrens domänjord, vars avkastning denne tillgodogjorde sig.
I trakter där gods inte fanns (det vill säga främst i norra Sveriges inland) upplät de självägande bönderna mark (inom eller utom byn) till egendomslösa. Dessa fick bebygga och bruka jorden för egen del mot ett uppgjort antal dagsverken om året. Torparen och hans familj fick även bo i dagsverkstorpet.